# Carlos Russo
Carlos Alberto Russo (Buenos Aires, Argentina; 10 de junio de 1959-Ibídem, 10 de marzo de 2017), más conocido como Carlos Russo o Carlitos Russo, fue un actor, humorista e imitador argentino.

## Carrera
Fue un popular imitador, famoso sobre todo en la década de 1980 y 1990. Muchos lo recuerdan como el “dueño” de una galería de más de 100 personajes a los que lograba reproducir de un modo sorprendente. 
Comenzó las imitaciones como un "hobbie" en la escuela secundaria, hasta que un libretista de Canal 7 lo contrató para debutar en un programa conducido por Juan Carlos Calabró en 1980, y luego pasó a ser dirigido por Gerardo Sofovich.
En cine brilló en la saga de los torpes soldados encarnados por Jorge Porcel y Alberto Olmedo, con dirección de Enrique Carreras, en la que demostraba su gran talento de imitador. En 2011 le puso su voz al personaje de Juan Domingo Perón en la película animada Eva de la Argentina.
En televisión se destacó en programas y ciclos cómicos, tales como Calabromas, La peluquería de Don Mateo y Viva la risa. Su último trabajo fue en el programa Televisión registrada, donde fue el encargado de ponerle la voz al sketch de "La canción de los parecidos".
En radio y durante 15 años, desde 1982, formó parte del elenco de Rapidísimo, junto a Héctor Larrea, Enrique Llamas de Madariaga, Mario Sapag y Mario Sánchez en sus dos etapas en Radio Rivadavia y Radio El Mundo. Anteriormente había trabajado en ciclos que conducían Roberto Galán y Sergio Velasco Ferrero.
Por sus labores fue nominado varias veces a los Premios Martín Fierro. A lo largo de varias décadas popularizó imitaciones de importantes personalidades, como Aldo Rico, Antonio de la Rúa, Carlos Menem, Luis Landriscina, José Marrone, Juan Verdaguer, Enrique Pinti, Francisco Manrique, Mirtha Legrand, Lita de Lázzari, Isabel Martínez de Perón y Herminio Iglesias, entre muchos otros.

## Vida privada
Tras la muerte de su padre, con el que mantenía una relación muy apegada, sufrió severos problemas mentales que lo llevaron a estar internado en clínicas psiquiátricas. Afiliado a la Asociación Argentina de Actores desde los años 1980, decide jubilarse por esta discapacidad en 2014.

## Fallecimiento
En febrero de 2017 fue noticia debido a su delicado de estado de salud, luego de que luchara contra un cáncer de pulmón (adenocarcinoma) y este hiciera metástasis en los huesos, tras ser detectado tardíamente luego de fracturarse el fémur. Los medios y su amiga Carmen Barbieri habían reclamado a la obra social y al público en general, una ayuda para conseguir una cama ortopédica para afrontar su enfermedad de la mejor manera posible.
Finalmente falleció el 10 de marzo de 2017, a la edad de 57 años, debido a ese cáncer que lo tenía postrado en sus últimos tiempos. Sus restos descansan en el Cementerio de Flores.

## Filmografía
- 2011: Eva de la Argentina como Juan Perón.
- 1987: Los colimbas al ataque como soldado Russo.
- 1986: Los colimbas se divierten como soldado Carlitos Orellana.
- 1986: Rambito y Rambón, primera misión.[8]

## Televisión
- 1996: Ta Te Show con la conducción de Leonardo Simons, y luego, Silvio Soldán.
- 1999/2011: TVR.
- 1999: Waku Waku
- 1991/1992: Canal K.
- 1988/1990: Finalísima, conducido por Leonardo Simons
- 1983: Viva la risa.
- 1982: La peluquería de don Mateo.
- 1980: Calabromas.

## Teatro
- Para alquilar balcones con Mercedes Carreras, Marty Cosens y Victoria Carreras, bajo la dirección de Enrique Carreras
- Resistiré con humor junto a Jorge Troiani.